# 雙鬚叉舌鰕虎
雙鬚叉舌鰕虎（学名：Glossogobius bicirrhosus），又名雙鬚舌鰕虎，为鰕虎科叉舌鰕虎屬下的一个种。

## 扩展阅读
- 維基物種上的相關：雙鬚叉舌鰕虎